# Флаксьё
Флаксьё (фр. Flaxieu) — коммуна во Франции, находится в регионе Рона — Альпы. Департамент — Эн. Входит в состав кантона Вирьё-ле-Гран. Округ коммуны — Белле.
Код INSEE коммуны — 01162.

## География
Коммуна расположена приблизительно в 430 км к юго-востоку от Парижа, в 70 км восточнее Лиона, в 60 км к юго-востоку от Бурк-ан-Бреса.
По территории коммуны протекает река Серан.

## Население
Население коммуны на 2010 год составляло 63 человека.
| 1962 | 1968 | 1975 | 1982 | 1990 | 1999 | 2010 |
| ---- | ---- | ---- | ---- | ---- | ---- | ---- |
| 72   | 67   | 47   | 49   | 53   | 50   | 63   |

## Администрация
| Период | Период | Фамилия             | Партия | Примечания |
| ------ | ------ | ------------------- | ------ | ---------- |
| 1946   | 1977   | Антельм Робер Гийан |        |            |
| 1977   | 2008   | Жан-Клод Гийан      |        |            |
| 2008   | 2014   | Серж Баль           |        |            |

## Экономика
В 2010 году среди 32 человек трудоспособного возраста (15—64 лет) 23 были экономически активными, 9 — неактивными (показатель активности — 71,9 %, в 1999 году было 63,0 %). Из 23 активных жителей работали 23 человека (12 мужчин и 11 женщин), безработных не было. Среди 9 неактивных 0 человек были учениками или студентами, 4 — пенсионерами, 5 были неактивными по другим причинам.

## Достопримечательности
- Церковь Св. Маврикия (1483—1485 годы). Исторический памятник с 1969 года.[3]
- Фонтан (1491 год). Исторический памятник с 1926 года.[4]

## Фотогалерея
- Флаксьё
- Карта коммуны